# Musayyib
Musayyib (in arabo المسيب) è una città situata nel sud dell'Iraq a maggioranza sciita. Nel 2018 contava una popolazione di circa 57 000 abitanti. È attraversata dal fiume Eufrate, il quale divide in due parti la zona meridionale della città. Essa nel 2006 è stata anche teatro di un aspro combattimento avvenuto fra l'esercito americano e le milizie del Mahdi.